# Al McGuire
Alfred James "Al" McGuire (nacido el 7 de septiembre de 1928 en Nueva York, Nueva York y fallecido el 26 de enero de 2001 en Milwaukee, Wisconsin) fue un jugador y entrenador de baloncesto estadounidense que disputó cuatro temporadas en la NBA, además de entrenar durante 20 años a diferentes equipos de la NCAA. Con 1,88 metros de estatura, jugaba en la posición de escolta. Era hermano del también jugador y entrenador Dick McGuire, y padre de Allie McGuire.

## Trayectoria deportiva

### Universidad
Jugó durante tres temporadas con los Red Storm de la Universidad St. John's, donde fue el capitán del equipo en 1951, año en el que quedaron terceros en el NIT.

### Profesional
Fue elegido en la quincuagésimo quinta posición del Draft de la NBA de 1951 por New York Knicks, donde jugó 3 temporadas, siendo la más destacada la 1952-53, en la que promedió 6,1 puntos y 2,9 rebotes por partido, y en la que llegaron a las Finales, cayendo ante Minneapolis Lakers.
En 1954 fue traspasado a Baltimore Bullets junto con Chuck Grigsby y Connie Simmons a cambio de Ray Felix, pero solo llegó a jugar 10 partidos antes de que la franquicia quebrara, retirándose del baloncesto en activo.

### Entrenador
Comenzó su carrera como entrenador como asistente el Dartmouth College en 1955, para dos años más tarde hacerse cargo del puesto de entrenador principal en el Belmont Abbey College, donde permaneció 7 temporadas, consiguiendo 109 victorias y 64 derrotas.
En 1964 se sienta por fin en el banquillo de un equipo de la División I de la NCAA, fichando por la Marquette Golden Eagles. Allí conseguiría en 1970 el torneo del National Invitation Tournament en 1970, a pesar de que en un principio había rechazado la invitación a participar en el torneo, ya que iban a ser emplazados en el grupo del Medio Oeste, mucho más alejados de su localización que en el del Medio Este.
En 1977 ganó el que es hasta el momento el único título de los Golden Eagles del Torneo de la NCAA, derrotando en la final a los North Carolina Tar Heels de Dean Smith, con un equipo liderado por Butch Lee y Jerome Whitehead, en el que sería su último partido como entrenador.
En 1992 fue incluido en el Basketball Hall of Fame como entrenador, y en 2006 en el National Collegiate Basketball Hall of Fame.

## Estadísticas de su carrera en la NBA

### Temporada regular
| Temporada | Edad | Equipo            | Liga | P   | TIT | MIN  | TC  | TCA | %TC  | 3P | 3PA | %3P | TL  | TLA | %TL  | R.OF. | R.DEF. | REB | ASIS | ROB | TAP | PER | FP  | PTS |
| 1951-52   | 23   | New York Knicks   | NBA  | 59  |     | 13.4 | 1.2 | 2.8 | .431 |    |     |     | 1.1 | 2.1 | .525 |       |        | 2.1 | 1.8  |     |     |     | 2.3 | 3.5 |
| 1952-53   | 24   | New York Knicks   | NBA  | 58  |     | 21.2 | 1.9 | 4.9 | .390 |    |     |     | 2.2 | 3.5 | .637 |       |        | 2.9 | 2.5  |     |     |     | 3.6 | 6.1 |
| 1953-54   | 25   | New York Knicks   | NBA  | 64  |     | 13.3 | 0.9 | 2.8 | .328 |    |     |     | 0.9 | 2.1 | .436 |       |        | 1.9 | 1.6  |     |     |     | 2.3 | 2.7 |
| 1954-55   | 26   | Baltimore Bullets | NBA  | 10  |     | 9.8  | 0.9 | 3.2 | .281 |    |     |     | 0.5 | 0.7 | .714 |       |        | 0.9 | 0.8  |     |     |     | 1.5 | 2.3 |
| Total     |      |                   | NBA  | 191 |     | 15.5 | 1.3 | 3.5 | .379 |    |     |     | 1.3 | 2.4 | .551 |       |        | 2.2 | 1.9  |     |     |     | 2.6 | 4.0 |

### Playoffs
| Temporada | Edad | Equipo          | Liga | P  | MIN | TCA | TC | 3PA | 3P | TLA | TL | R.OF. | REB | ASIS | ROB | TAP | PER | FP | PTS | %TC  | %3P | %FT  | MIN  | PTS | REB | AST |
| 1951-52   | 23   | New York Knicks | NBA  | 13 | 208 | 20  | 51 |     |    | 20  | 27 |       | 17  | 14   |     |     |     | 34 | 60  | .392 |     | .741 | 16.0 | 4.6 | 1.3 | 1.1 |
| 1952-53   | 24   | New York Knicks | NBA  | 7  | 62  | 3   | 14 |     |    | 0   | 7  |       | 7   | 9    |     |     |     | 11 | 6   | .214 |     | .000 | 8.9  | 0.9 | 1.0 | 1.3 |
| 1953-54   | 25   | New York Knicks | NBA  | 4  | 69  | 8   | 18 |     |    | 2   | 9  |       | 4   | 7    |     |     |     | 15 | 18  | .444 |     | .222 | 17.3 | 4.5 | 1.0 | 1.8 |
| Total     |      |                 | NBA  | 24 | 339 | 31  | 83 |     |    | 22  | 43 |       | 28  | 30   |     |     |     | 60 | 84  | .373 |     | .512 | 14.1 | 3.5 | 1.2 | 1.3 |

## Vida personal

### Comentarista deportivo
Tras su retirada, fue comentarista deportivo en las cadenas NBC y CBS.

### Fallecimiento
McGuire falleció en 2001 víctima de una leucemia en Milwaukee, Wisconsin.